# Theta2 Crucis
Theta2 Crucis (θ2 Crucis, förkortat Theta2 Cru, θ2 Cru) som är stjärnans Bayerbeteckning, är en dubbelstjärna belägen i den sydvästra delen av stjärnbilden Södra korset. Den har en genomsnittlig skenbar magnitud på 4,72 och är synlig för blotta ögat där ljusföroreningar ej förekommer. Baserat på parallaxmätning inom Hipparcosuppdraget på ca 3,8 mas, beräknas den befinna sig på ett avstånd på ca 850 ljusår (ca 260 parsek) från solen.

## Egenskaper
Primärstjärnan Theta2 Crucis A är en blå till vit stjärna i huvudserien av spektralklass B3 V. Den har en radie som är ca 7,5 gånger större än solens och utsänder från dess fotosfär ca 809 gånger mera energi än solen vid en effektiv temperatur av ca 9 600 K. 
Theta2 Crucis är ett spektroskopisk dubbelstjärna. Paret kretsar kring varandra med en omloppsperiod på 3,428 dygn med en låg excentricitet som ligger nära 0,0. Eftersom en av stjärnorna är en Beta Cephei-variabel, är den skenbara magnituden inte fixerad utan varierar mellan +4,70 och +4,74 med en period på 0,0889 dygn.